# Polar Airlines
Polar Airlines (Russisch: Полярные авиалинии) is een Russische luchtvaartmaatschappij met haar thuisbasis in Jakoetsk.

## Geschiedenis
Polar Airlines is opgericht in 1998 als opvolger van de Batagaj, Kolyma-Indigirka, Tsjokordach en Tiksi-divisie van Sakha Avia.

## Vloot
De vloot van Polar Airlines bestaat uit(nov. 2006):
- 5 Antonov An-2
- 3 Antonov An-3T
- 6 Antonov An-24PB
- 1 Antonov An-26(A)
- 1 Antonov An-26-100
- 1 Antonov An-26B-100
- 4 Let L-410 Turbolet
- 2 Diamond DA40 Tundra
- 1 Pilatus PC-6
- 28 Mil Mi-8